# Fulgence Raymond

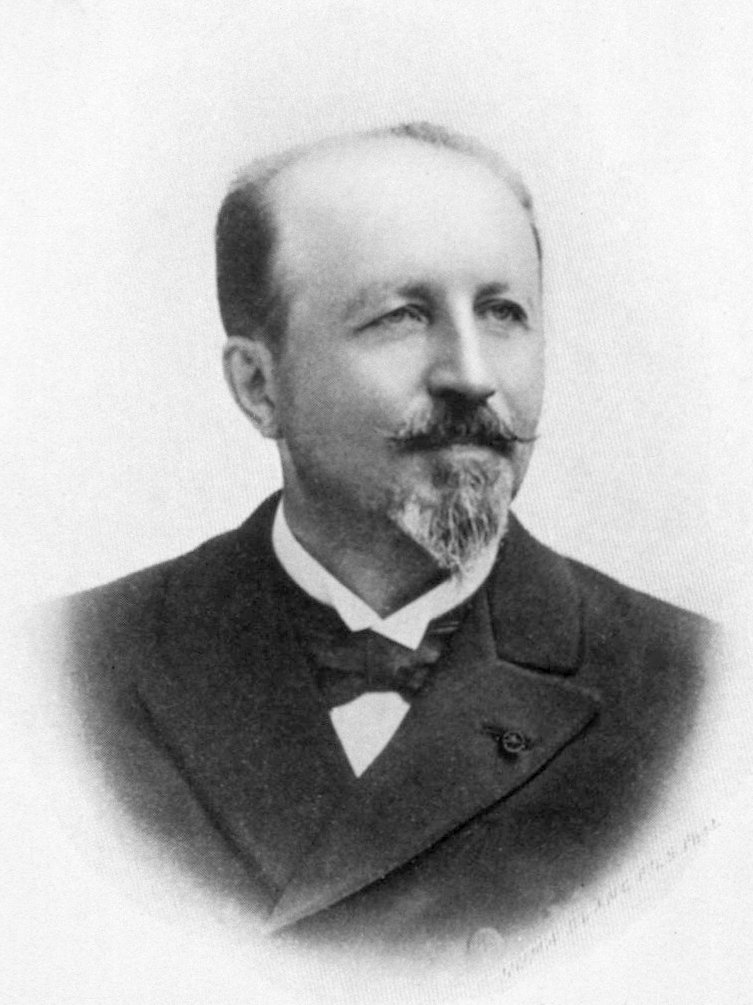
Fulgence Raymond, undatierte Fotografie

Fulgence Raymond (* 29. September 1844 in Saint-Christophe-sur-le-Nais; † 28. September 1910) war ein französischer Neurologe.

## Leben
Raymond war das einzige Kind eines Bauern. Er studierte Veterinärmedizin an der École nationale vétérinaire d’Alfort. Nach seinem Abschluss 1865 war er für ein Jahr an einer Militärschule (Ecole de cavalerie) in Saumur tätig, bevor er bis 1869 Anatomie an seiner Alma Mater lehrte. Unzufrieden mit seinen Möglichkeiten als Veterinär schloss er bis 1876 ein Medizinstudium an, das er mit der Promotion abschloss. Als Assistent zählten Alfred Vulpian und Jean-Martin Charcot zu seinen Lehrern.
1877 wurde er chef de clinique und im Folgejahr médecin des hôpîtaux am Pariser Hôtel Dieu. 1880 wurde er professeur agréré an der medizinischen Fakultät der Universität Paris. Von 1890 bis 1893 war er am Hôpital Lariboisière tätig.
Nach dem Tod Jean Martin Charcots 1893 begann die Suche nach einem Nachfolger für den eigens für Charcot geschaffenen Lehrstuhl für Nervenkrankheiten. Der Erhalt des Lehrstuhls stand anfangs zur Disposition, da es schwer schien, einen Nachfolger mit der Reputation eines Charcots zu finden. Im Oktober 1893 einigte man sich auf Édouard Brissaud als kommissarischen Lehrstuhlinhaber. Kandidaten für die endgültige Besetzung waren neben Brissaud und Raymond auch Jules Déjerine. Raymond setzte sich in der Abstimmung des Fakultätsrats am 15. März 1894 schlussendlich durch. Als ältester Schüler Charcots galt er als wenig kontroverser Kandidat, während Jules Déjerine als Konkurrent des Verstorbenen galt. Raymond hatte den Lehrstuhl am Hôpital Salpêtrière 16 Jahre inne.
1895 wurde Raymond Mitglied der Académie nationale de médecine, 1899 zählte er zu den Gründungsmitgliedern der Société de neurologie de Paris. Er war Kommandeur der Ehrenlegion.
Fulgence Raymond war ab 1868 mit Louise Rochut (1842–1872) verheiratet, nach der Geburt einer Tochter starb die Ehefrau an Tuberkulose. 1887 heiratete er erneut.

## Wirken
Raymonds umfangreiche Veröffentlichungstätigkeit umfasste alle Bereiche des jungen neurologischen Fachgebiets. Seine Promotion war eine detaillierte Fallstudie zu verschiedenen Ursachen der Hemichorea. Mit Raymond Céstan beschrieb er das später nach ihnen benannte Raymond-Céstan-Syndrom, ein Hirnstammsyndrom. Ein weiterer Interessensschwerpunkt Raymonds war die Spastische Paraplegie. Er wird zu den wichtigsten Neurologen des frühen 20. Jahrhunderts gezählt.

## Werke (Auswahl)
Einzelausgaben
- Des dyspepsies. Paris 1878.
- Anatomie pathologique du systéme nerveux. Paris 1886.
- Maladies du système nerveux. 2 Bände Paris 1889–1894. (Digitalisat Band 1, Digitalisat Band 2 im Internet Archive)
- mit Pierre Janet: Névroses et idées fixes. 2 Bände, F. Alcan, Paris 1898. (Digitalisat Band 1, Digitalisat Band 2 im Internet Archive)
- mit Pierre Janet: Les obsessions et la psychasthénie. 2 Bände, F. Alcan, Paris 1903. (Digitalisat Band 1, Digitalisat Band 2 im Internet Archive)
- Etudes de pathologie nerveuse. Paris 1910. (Digitalisat im Internet Archive)

Gesammelte Werke
- Leçons sur les maladies du système nerveux. Paris 1896–1903 (6 Bände).

## Titel, Auszeichnungen und Ehrungen
- Legion Honneur Commandeur Ehrenlegion: Ritter am 6. Januar 1890, Offizier am 31. Dezember 1897, Kommandeur am 15. Juli 1908. Akademie für Medizin, 1899.